# Zamia boliviana
Zamia boliviana é uma espécie de planta da família Zamiaceae. É endêmica da Bolívia.